# دانشگاه آزاد اسلامی واحد بوشهر
دانشگاه آزاد بوشهر از واحدهای دانشگاه آزاد اسلامی است که در  بندر بوشهر واقع شده است، این دانشگاه توسط عبدالله جاسبی رئیس وقت دانشگاه آزاد اسلامی افتتاح شد.
تحصیل در این دانشگاه در مقاطع کاردانی، کارشناسی و کارشناسی ارشد و دکتری صورت می‌گیرد.